# Dorfkirche Ahrensdorf (Ludwigsfelde)

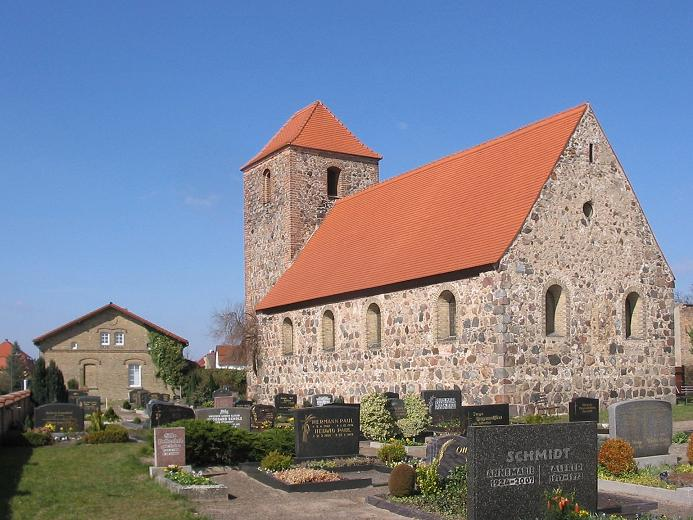
Dorfkirche in Ahrensdorf

Die evangelische Dorfkirche Ahrensdorf ist eine Feldsteinkirche aus der Zeit wohl um 1400 in Ahrensdorf, einem Ortsteil von Ludwigsfelde im Landkreis Teltow-Fläming im Land Brandenburg. Die Kirchengemeinde gehört zum Kirchenkreis Zossen-Fläming der Evangelischen Kirche Berlin-Brandenburg-schlesische Oberlausitz.

## Lage
Die Hauptstraße führt von Nordwesten kommend in südöstlicher Richtung durch den Ort. Die Kirche steht auf dem historischen Dorfanger auf einem Grundstück inmitten eines Kirchfriedhofs, der mit einer Mauer aus unbehauenen und nicht lagig geschichteten Feldsteinen eingefriedet ist.

## Geschichte
Im Landbuch Karls IV. finden sich im Jahr 1375 noch keine Pfarrhufen. Daher ist es denkbar, dass zu dieser Zeit das Gebäude noch nicht errichtet war. Erst 1450 sind drei Hufe überliefert. Das Brandenburgische Landesamt für Denkmalpflege und Archäologische Landesmuseum (BLDAM) sowie auch das Dehio-Handbuch gehen davon aus, dass das Bauwerk wohl um 1400 errichtet wurde. Über die ursprüngliche Lage und Form der Fenster ist bislang nichts überliefert. Vermutlich waren es drei, möglicherweise aber auch vier deutlich schmalere Fenster. Das Handbuch vermutet weiterhin, dass das überlieferte Baudatum 1575 sich auf den Westturm bezieht. Die Kirchengemeinde gibt in einem Kirchenführer an, dass das Bauwerk „wohl im 14. Jahrhundert“, der Turm rund 100 Jahre später errichtet wurde. 1588 stiftete der amtierende Kirchenpatron der Gemeinde eine Taufschale aus Messing. 1597 bauten Handwerker eine flache Holzbalkendecke in das Gebäude ein. 1689 wurde die Kirche renoviert und dabei ein Großteil der Kirchenausstattung wie das Altarretabel von Valentin Neukrantz aus Hamburg eingebaut. 1723 kam eine Hufeisenempore hinzu. Im Jahr 1861 vergrößerten Handwerker die Fenster „barock“ und fassten sie mit gelbem Mauerstein ein. Weiterhin errichteten sie eine nördliche Vorhalle. In den Jahren 1959, 1997 sowie 2011 erfolgte eine Sanierung.

## Baubeschreibung

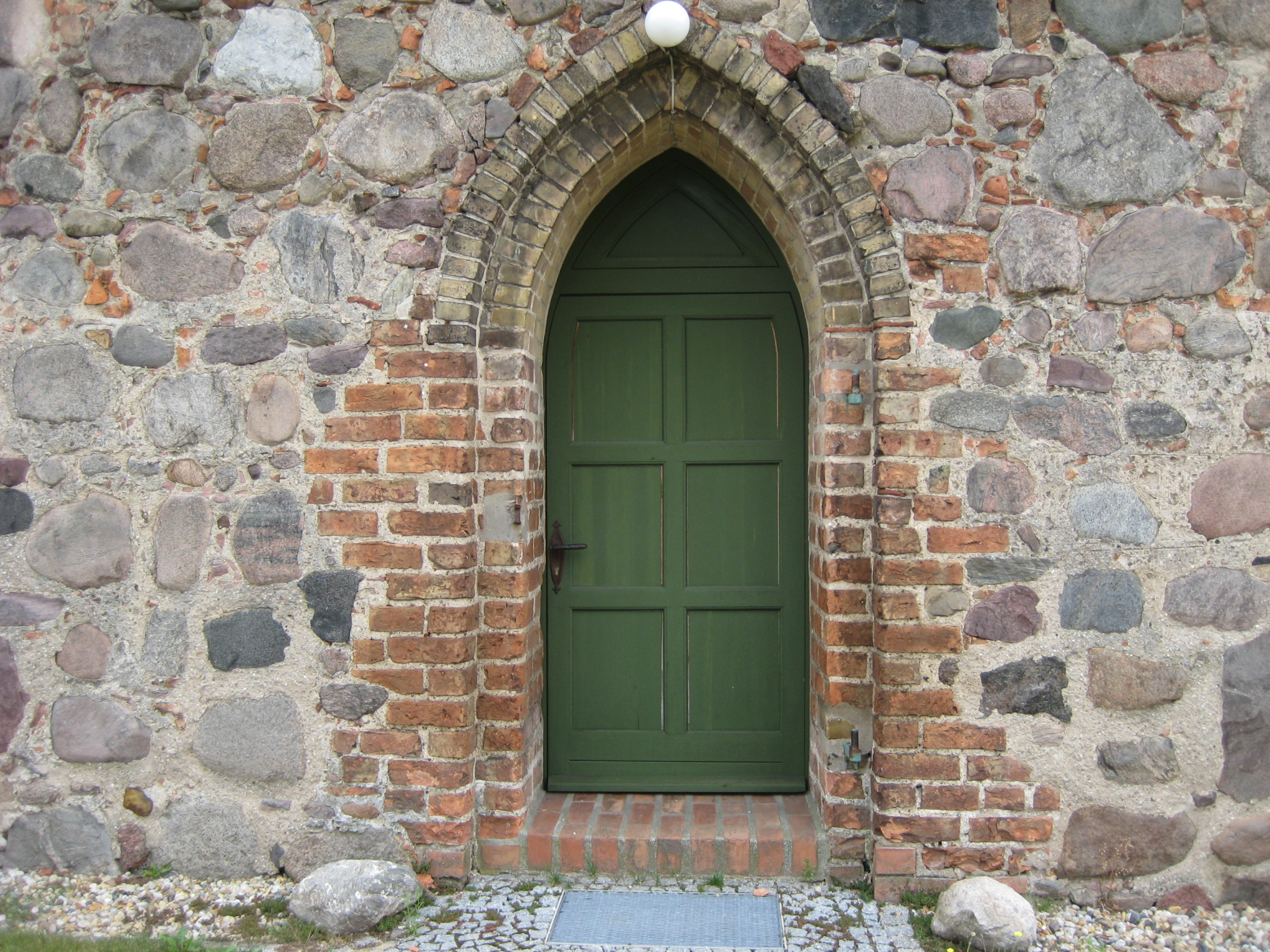
Westportal

Das Bauwerk wurde im Wesentlichen aus Feldsteinen errichtet, die im unteren Bereich unbehauen, aber vergleichsweise lagig geschichtet wurden. Darüber hinaus bearbeiteten die Steinmetze nur einzelne Ecksteine. Diese sind vergleichsweise groß und mäßig gut behauen. Der Chor ist gerade und nicht eingezogen. An seiner Ostseite sind die zugesetzten Reste eine Dreifenstergruppe erkennbar. Dort sind nach dem Umbau im 19. Jahrhundert zwei rundbogenförmige Fenster. Im Giebel ist mittig ein Ochsenauge, darüber eine kleine und hochrechteckige Öffnung.
Das Kirchenschiff hat einen rechteckigen Grundriss. Es ist rund 17,80 m lang und rund 9,40 m breit. An der Nordseite sind drei rundbogenförmige Fenster, darunter eine vermauerte Pforte. An der Südseite sind vier rundbogenförmige Fenster. Das Schiff trägt ein schlichtes Satteldach, das mit Biberschwanz gedeckt ist.
Daran schließt sich nach Westen der Kirchturm an. Er hat einen quadratischen Grundriss mit einer Seitenlänge von 5,40 m und ist gegenüber dem Schiff eingezogen. Im unteren Bereich verwendeten die Handwerker große und unbehauene Feldsteine. Er kann von Westen her über ein spitzbogenförmiges Portal betreten werden. Dessen Laibung ist aus rötlichem, der Scheitel aus gelblichem Mauerstein errichtet. Nördlich ist ein kleiner Anbau über der Nordtür, das zu einer früheren Zeit vermutlich das Priesterpforte war. In etwa auf der halben Traufhöhe wechselt das Material der Ecksteine. Sind es im unteren Bereich ebenfalls Feldsteine, wurden darüber Mauersteine verwendet. Im Glockengeschoss sind an den vier zugänglichen Seiten je eine gedrückt-segmentbogenförmige Klangarkade. Darunter ist an der Ostseite die Westwand eines nicht mehr vorhandenen Giebelturms erkennbar. Der Turm schließt mit einem schlichten, quergestellten Walmdach ab.

## Ausstattung
Das hölzerne Altarretabel ist zweigeschossig und stammt aus der Zeit um 1600. In der Predella ist das Abendmahl Jesu zu sehen; im Altarblatt die Kreuzigung Christi. Ausweislich einer Inschrift stammen die Darstellungen von Valentin Neukrantz aus Hamburg aus dem Jahr 1689. Das Altarblatt ist zwischen zwei säulengerahmten Nischen angebracht, in denen die Figuren Moses und Johannes der Täufer platziert wurden. Oberhalb sind im Giebel die Figuren von Simon Petrus und Paulus von Tarsus aufgestellt. Im Altarauszug ist die Auferstehung Jesu abgebildet, darüber eine Wolkenglorie. Nördlich ist eine Sakramentsnische; eine weitere Nische ist zwischen dieser Vertiefung und der Nordwand. Die hölzerne Kanzel stammt vermutlich ebenfalls aus der Zeit um 1600. Der polygonale Kanzelkorb ist mit großen und lebendigen Darstellungen der Evangelisten und Spruchbändern verziert. Eine Darüber ist als Besonderheit eine inzwischen restaurierte und wieder funktionstüchtige Kanzeluhr.
Zur weiteren Kirchenausstattung gehört das Gestühl aus dem 16./17. Jahrhundert sowie eine ehemals dreiseitige Empore aus dem Jahr 1723, von der der südliche Baukörper abgebrochen wurde. Das Bauwerk ist in seinem Innern flach gedeckt. Die Balkendecke ist auf das Jahr 1597 datiert.
Im Turm hängen zwei Glocken aus dem 15. Jahrhundert.